# M.U.G.E.N.
M.U.G.E.N. är en spelmotor för beat 'em up-spel i 2D, skriven i C. Motorn släpptes första gången 17 juli 1999 av Elecbyte. Tanken med motorn var att göra det enkelt att skapa spel av typen shoot 'em up. Med tiden utvecklades och kompletterades mjukvaran så att det blev möjligt att utveckla även andra typer av spel. Numera används mjukvara mestadels för att utveckla 2d-fighting spel. Användaren kan skapa egna karaktärer, banor och ljud. Mjukvaran släpptes ursprungligen i en DOS-version år 1999. Utvecklingen av DOS-versionen upphörde i och med att mjukvara släpptes i en version anpassad för Linux.